# 鳴門市板東小学校
鳴門市板東小学校（なるとし ばんどうしょうがっこう）は、徳島県鳴門市大麻町板東にある公立小学校。

## 教育目標
校訓は「強く、正しく、仲よく」。めざす子ども像は、「自ら学び深く考える子、豊かな心の子、じょうぶな子、協力してやりぬく子」。

## 年間行事

### 前期(4月～10月)
- 始業式・入学式
- 参観日・PTA総会
- 家庭訪問
- 1年生を迎える会
- 交通安全教室
- 修学旅行・校外学習
- 集団宿泊訓練
- 参観日・学年対抗球技大会
- 避難訓練
- プール開き
- 校内体操発表会
- ふれあい人権集会
- わくわく集会
- 個人懇談
- 市水泳能力検定会
- いきいき集会
- 避難訓練
- 秋季大運動会
- 終業式

### 後期(10月～3月)
- 始業式
- 稲刈り
- 市陸上記録会
- バス遠足
- 大麻比古神社祭り
- 参観日・バザー
- 参観日
- わくわく集会
- 個人懇談
- いきいき集会
- 避難訓練
- 参観日・親子ドッジボール大会
- 市連合音楽会
- なわとび集会
- 参観日・入学説明会
- 6年生を送る会
- 卒業式
- 修了式
- 離任式

## 校歌
- 作詞: 新垣宏一
- 作曲: 近藤良三

## クラブ活動
- 金管クラブ[1]

## 分教室
広塚分教室（ひろつかぶんきょうしつ）が、同市大麻町板東に位置する徳島県立徳島学院に併設されている。

## 通学区域が隣接している学校
- 鳴門市堀江南小学校
- 鳴門市堀江北小学校
- 鳴門市明神小学校
- 板野町立板野東小学校
- 藍住町立藍住西小学校
- 藍住町立藍住北小学校
- 藍住町立藍住東小学校